# КіноРейтинг
КіноРейтинг — українська онлайн-платформа для глядачів, що об'єднує рейтинги, відгуки, новини та добірки фільмів і серіалів. Основна ідея проєкту — створити український простір для кіноманів, де оцінки та думки формуються самими користувачами, а не лише професійними критиками.

## Історія
Проєкт було засновано у 2025 році українськими розробниками. Основна мета — створити спільноту глядачів, які можуть оцінювати кіно рідною мовою та формувати власні тренди.  
Від початку діяльності сайт орієнтується на українські прем'єри, а також інтегрує міжнародні новинки від світових платформ. Сервіс позиціонується як україномовна альтернатива міжнародним базам даних, зокрема IMDb. На відміну від глобальних ресурсів, «КіноРейтинг» пропонує локальні добірки та систему оцінок, адаптовану для української аудиторії.

## Особливості
- система оцінок на основі емодзі, що відображають емоційні реакції глядачів;
- персональні сторінки акторів і режисерів з фільмографією;
- жанрові та платформенні добірки (Netflix, Apple TV+, українські прем'єри);
- розділ «Мої оцінки» для зареєстрованих користувачів;
- відгуки у вільному форматі (короткі коментарі або розгорнуті враження);
- новини та аналітика у сфері кіно;
- відсутність складної реєстрації — брати участь у формуванні рейтингу може будь-який користувач.

## Висвітлення у ЗМІ
Про КіноРейтинг писали провідні українські ЗМІ:  
- УНІАН: «Кіно, яке говорить твоєю мовою»[1]
- ТСН: «КіноРейтинг — українська платформа, яка говорить мовою глядача»[2]
- Інтерфакс-Україна: «Український кінопортал «КіноРейтинг» продовжує розвиток»[3]